# Ponte Morandi
Ponte Morandi (Morandibrug), officieel Viadotto Polcevera (Polceveraviaduct), was een tuibrug in de Italiaanse havenstad Genua, die de stadsdelen Sampierdarena en Cornigliano verbond. Op 14 augustus 2018 stortte de brug voor een groot deel in. Dat kostte 43 mensen hun leven.
De door Riccardo Morandi ontworpen verkeersbrug van voorgespannen beton werd tussen 1963 en 1967 gebouwd. Met een totale lengte van 1182 meter overspande ze het dal van de rivier de Polcevera, met daarin de spoorlijn naar Asti en de spoorlijn naar Alessandria en bedrijven en woonhuizen. Over de brug liep de tolweg A10 met de Europese wegen E25 en E80. De brug werd beheerd door Atlantia, de grootste particuliere wegbeheerder van Europa.
Op 3 augustus 2020 werd op dezelfde plek als de oude brug een nieuwe brug in gebruik genomen: de Ponte San Giorgio.

## Ontwerp
Het ontwerp van de brug was vrij ongebruikelijk, omdat Morandi gebruik maakte van een nieuwe techniek van voorgespannen beton en weinig tuien. De brug bestond uit drie overspanningen van elk 212 meter met aan weerszijden van de pyloon twee tuien die het brugdek dragen. Om de tuien te beschermen tegen corrosie liet Morandi de gebundelde stalen kabels verankeren in een omhulsel van voorgespannen beton. De koker met de tuien werd daarna volgespoten met een betonmengsel. Belangrijk nadeel van deze techniek is echter dat de ten gevolge van  waterinsijpeling door roestvorming aangetaste en broos geworden kabels onzichtbaar zijn voor een visuele controle. Doordat de Morandibrug onderhevig is aan een felle zoute zeewind en de agressieve emissies van een nabijgelegen industriegebied ontstaan er snel gaten in de mortelbalk. Slechts twee andere bruggen ter wereld zijn van hetzelfde ontwerp: een in Venezuela (de Generaal Rafael Urdanetabrug), deels ingestort na aanvaring door een schip, en een in Libië (de brug over Wadi al Kuf, gesloten in 2017 nadat er scheuren werden gevonden).

## Geschiedenis
De brug werd op 4 september 1967 officieel geopend in aanwezigheid van president Giuseppe Saragat. Ze werd een belangrijke verbindingsweg tussen de haven van Genua en de industriegebieden van Milaan en Turijn en had daardoor een grote invloed op de naoorlogse economische groei van een groot gedeelte van Noord-Italië.
Sinds de jaren 1970 werd de brug onderworpen aan restauratiewerkzaamheden vanwege het kraken, de achteruitgang van het beton en de beweeglijkheid van het wegdek. In de jaren 1990 werden de tuien vervangen. In 2016 werden de laatste grote renovatiewerkzaamheden uitgevoerd, waarbij onder andere betonconstructies en hekwerken vervangen werden. Toen gingen er al stemmen op om de brug te vervangen vanwege de hoge onderhoudskosten.

### Instorting
Een groot deel van de verkeersbrug stortte tijdens zwaar noodweer in de ochtend van 14 augustus 2018 in. Verkeer op de brug viel zo'n 45 meter omlaag, waarbij drieënveertig doden vielen. De oorzaak was een combinatie van factoren, onder meer gebrekkig onderhoud, onvoldoende inspectie en de expansieve toename van de verkeerslast.

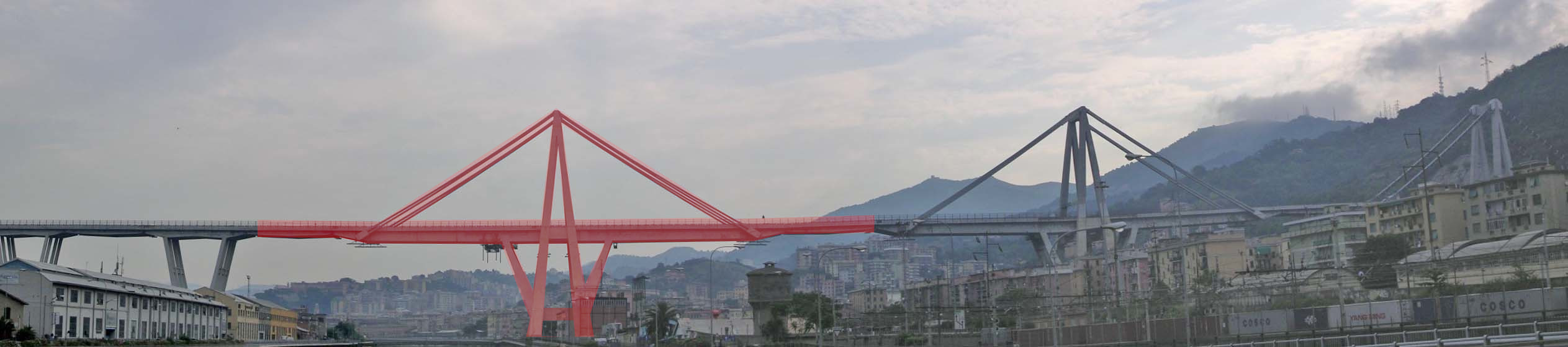
Het rode deel is in 2018 ingestort

### Nieuwe brug
Tegelijk met de sloop van de oude brug in het voorjaar van 2019 werd begonnen met de bouw van een nieuwe brug. Deze is ontworpen door Renzo Piano. Op 28 april 2020 werd het laatste deel van nieuwe brug geplaatst. In de maanden daarna zijn de rijbanen geasfalteerd en zijn de verkeers- en verlichtingssystemen geïnstalleerd.
Op 3 augustus 2020 is de brug officieel in gebruik genomen, met de naam Ponte San Giorgio, naar Sint-Joris, een van de beschermheiligen van Genua.